# Rimé

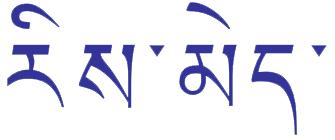
Rimé en tibétain

Le mouvement Rimé (Wylie : ris med, de med « non » et ris « sectarisme ») est une école de pensée du bouddhisme tibétain née dans l’est du Tibet (Kham) à la fin du XIXe siècle en réaction à l’isolement sectaire causé par les rivalités entre Lamas ou Monastères, certains Maîtres allant jusqu'à interdire à leurs disciples de s'informer sur les enseignements des autres lignées. L’inspirateur en était Jamyang Khyentse Wangpo (1820-1892), issu de la tradition sakyapa. Son disciple Jamgon Kongtrul Lodrö Thayé (1813-1899), né dans une famille bön et formé aux traditions nyingma et kagyu, en fut le propagateur le plus actif. Un autre disciple de Jamyang Khyentse, un Tertön, Chögyur Dechen Lingpa (1829-1870), soutint également le mouvement débutant. Mipham Rinpoché est un autre maître célèbre du mouvement Rimé.
Le mouvement Rimé avait pour but d'unifier et de minimiser les divergences entre les écoles du bouddhisme tibétain en donnant un nouvel élan à la pratique spirituelle basée sur des textes et des méthodes de ces écoles. 
Leur objectif était qu’un pratiquant ait accès dans un même centre d’enseignement aux différentes traditions exposées clairement dans des ouvrages pratiques. Attachés à la préservation de toutes les transmissions, ils inclurent des textes de traditions disparues ou marginales, comme le kadampa, le chöd, ou le bön. Jamgon Kongtrul réalisa une importante compilation assortie de commentaires des divers enseignements, Les cinq grands trésors (mDzod-lnga). 
Les promoteurs du mouvement Rimé insistent sur le fait qu’il s’agit avant tout d’un retour à l’esprit fondamental du bouddhisme, citant un aphorisme des maîtres kadampa « Voir l’harmonie entre les doctrines, recevoir les enseignements de toutes les traditions ». S’appuyant sur la philosophie madhyamika qui affirme que la nature ultime (dharmata) est une, mais se situe au-delà de la compréhension intellectuelle, de la perception ordinaire et du langage, ils considèrent que les différentes traditions l’appréhendent chacune sous un aspect différent, et sont complémentaires et non exclusives. La pensée Rimé ne propose pas une synthèse ; elle considère que les diverses traditions doivent être présentées fidèlement, chacune selon sa logique et son vocabulaire propre, comme autant de perspectives différentes sur la réalité ultime. 
Jamgon Kongtrul en particulier illustra cet idéal. Il eut de nombreux disciples, aussi bien moines que laïcs, et produisit un nombre considérable d’ouvrages. Les cinq grands trésors (Rinchen Terzo 60 vol., Gyachen Kardzo 5 vol., Ngadzo 3 vol., Dam Ngadzo 3 vol., Sheja Dzo 3 vol.) est utilisé par de nombreux lamas, dont le 16e Karmapa et Dudjom Rinpoché. Le mouvement Rimé est devenu un élément incontournable du bouddhiste tibétain, particulièrement présent dans les traditions nyingma et kagyu. Il est représenté auprès du 14e Dalai Lama par Jamyang Khyentse Chökyi Lodrö, Khunu Lama Tenzin Gyatso et Dilgo Khyentse Rinpoché.
En définitive, ce mouvement d'ouverture n'est pas à opposer à un repli sur soi des différentes écoles, mais est lié au principe premier dans le bouddhisme de respect des autres traditions.
"Les quatre traditions (Guélougpa, Kagyupa, Nyingmapa et Sakyapa) sont comme quatre rivières dont les sources partent de la même montagne et se rejoignent dans le même grand océan". Khépa Yonten Gyatso